# Johann Baptist Schöllhorn
Johann Baptist Schöllhorn (* 16. März 1922 in Bischofsmais; † 6. Dezember 2009 in Kiel) war ein deutscher Staatssekretär im Bundesministerium für Wirtschaft und Präsident der Landeszentralbank in Schleswig-Holstein.

## Leben
Schöllhorn leistete ab 1940 Kriegsdienst und war bis 1949 in Gefangenschaft.
Von 1949 bis 1952 absolvierte er ein Studium der Volkswirtschaftslehre und war anschließend bis 1955 Wissenschaftlicher Mitarbeiter beim Ifo-Institut für Wirtschaftsforschung in München. Schöllhorn war Diplom-Volkswirt und wurde zum Dr. oec. publ. promoviert.
Von 1956 bis 1972 war er beim BMWi, zunächst bis 1962 als Hilfsreferent im Referat I A 1 (Grundsatzfragen der Wirtschaftspolitik), ab 1959 zusätzlich auch im Referat E 1 (Allgemeine europäische Wirtschafts-, Währungs- und Konjunkturpolitik; Koordinierung der europäischen Finanz-, Agrar-, Verkehrs- und Sozialpolitik). Von 1962 bis 1964 war er Leiter des Referats I A 8 (Konjunkturpolitik), anschließend bis 1966 Leiter der Unterabteilung I A (Grundsatzfragen der Wirtschaftspolitik und der internationalen wirtschaftlichen Zusammenarbeit). Von 1967 bis 1972 war er beamteter Staatssekretär.
Ab 1973 bis 1989 war Schöllhorn Präsident der Landeszentralbank in Schleswig-Holstein, von 1976 bis 1989 außerdem Mitglied des Verwaltungsrates der Bank für Internationalen Zahlungsausgleich (BIZ) in Basel.

## Leistungen
Schöllhorn hatte maßgeblich an der Entstehung des Stabilitäts- und Wachstumsgesetz mitgewirkt und damit zur Verankerung der Preisniveaustabilität als Ziel in der deutschen Wirtschaftspolitik beigetragen.